# Nieuport-Macchi Ni.10
Il Nieuport-Macchi Ni.10 noto anche come Ni.18, con riferimento ai 18 m² di superficie alare, è un biplano da caccia e da addestramento prodotto, su licenza dall'azienda francese Societe Anonyme des Etablissements Nieuport, dalla società Nieuport-Macchi prima e durante la prima guerra mondiale.
Il mezzo era anche noto in Italia con altri nomi: Ni 10.000 dovuto al nominativo interno dell'azienda, 80 hp in riferimento alla potenza del motore Le Rhône e condivisa con il Nieuport 11 oppure Ni. 18 mq in riferimento ai 18 m² di superficie alare.

## Storia del progetto
Il Nieuport-Macchi Ni.10 era sostanzialmente la copia prodotta su licenza dell'aereo francese Nieuport 10 e venne introdotto in Italia a partire dall'agosto del 1915.

## Tecnica

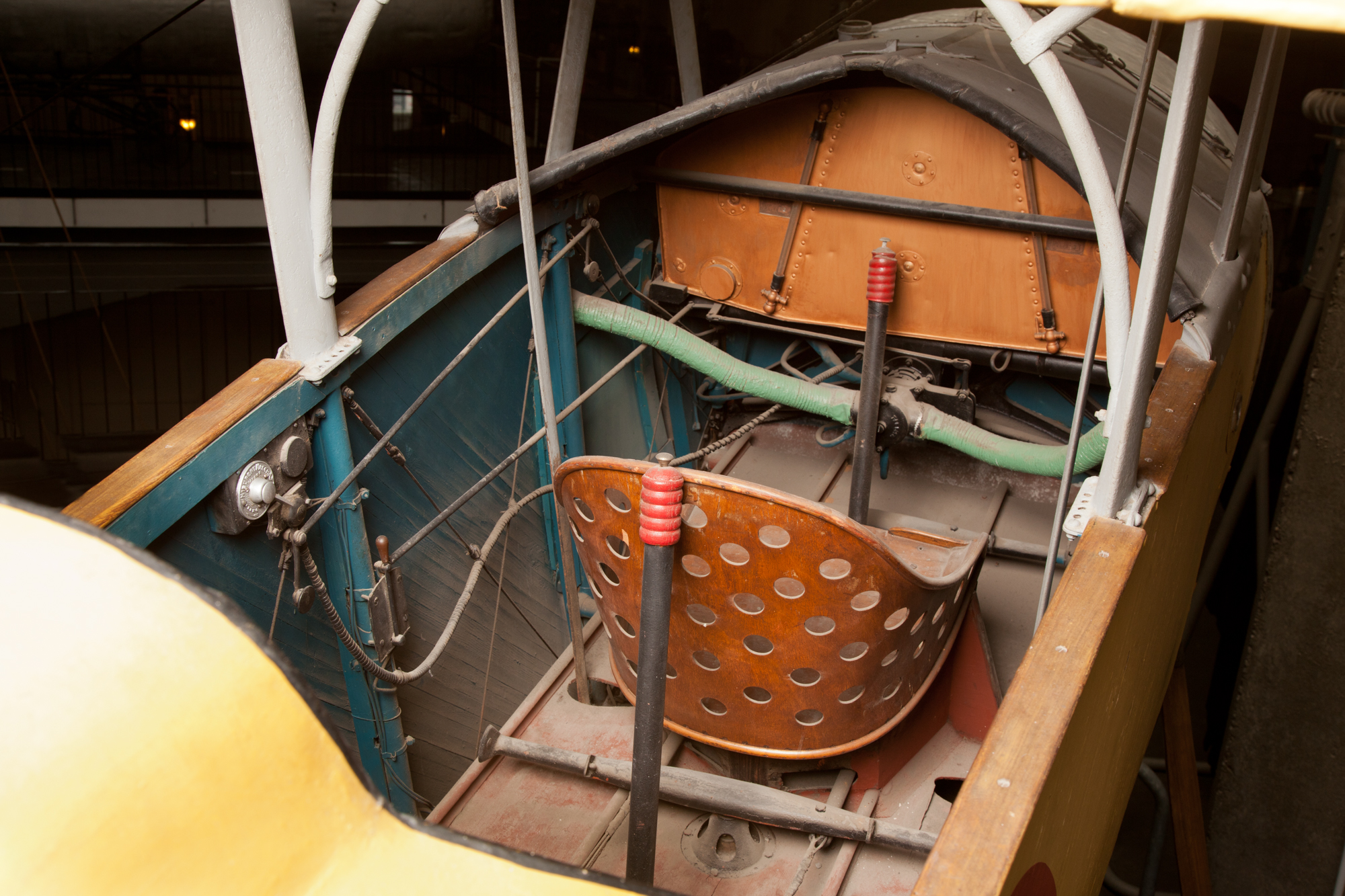
Interno dell'abitacolo del Nieuport-Macchi Ni.10 esposto al Museo nazionale della scienza e della tecnologia Leonardo da Vinci di Milano.

### Cellula
Il Ni.10 aveva struttura interamente lignea, rinforzata mediante l'impiego di cavetti metallici; la sezione della fusoliera era rettangolare, rastremata verso la coda e con la parte superiore arrotondata. Il rivestimento era di tela tranne che nella parte anteriore dove, per la cappottatura del motore, furono utilizzati pannelli in lamierino metallico. Solo gli impennaggi erano realizzati in tubi d'acciaio ricoperti in tela.
Analogamente ai velivoli francesi, anche i Nieuport-Macchi Ni.10 nascevano come macchine biposto il cui utilizzo come monoposto dipese dalle successive necessità operative, talvolta procedendo con la copertura del secondo abitacolo. Tuttavia vista la difficoltà nell'usare le armi da parte del pilota, tale configurazione venne usata per un breve periodo. Successivamente in sede di riparazione o revisione, su alcuni veicoli si adottò una versione a doppio comando derivata dal modello Ni.11.
La velatura del Ni.10 era di tipo biplana, caratterizzata dalla considerevole differenza delle dimensioni dei due piani alari: questa soluzione venne battezzata "sesquiplana".
Il carrello d'atterraggio era fisso, di tipo biciclo con ruota singola, collegato alla fusoliera con una struttura metallica a "V" per ogni lato; le due ruote erano inoltre collegate tra loro da un assale rigido in tubi d'acciaio. Al posteriore era presente un pattino d'atterraggio.

### Motore
Analogamente a quanto previsto dal progetto originale, il Nieuport-Macchi Ni.10 era equipaggiato con un motore rotativo Le Rhône 9C: si trattava di un nove cilindri raffreddato ad aria, in grado di sviluppare la potenza di 80 CV azionante un'elica bipala, in legno. La cappottatura del motore era di tipo metallico, a forma di ferro di cavallo con il settore "aperto" disposto nella parte inferiore del motore, soluzione necessaria per il raffreddamento dei pacchi radianti dei cilindri.

### Armamento
Da progetto il Nieuport 10 era sprovvisto di qualsiasi dotazione offensiva ma il successivo impiego nel ruolo di caccia portò all'installazione di una mitragliatrice a bordo che, almeno secondo le fonti reperite, negli esemplari italiani era una Lewis (anche se si trovano anche indicazioni circa l'impiego della Fiat-Revelli Mod. 1914).

## Impiego operativo

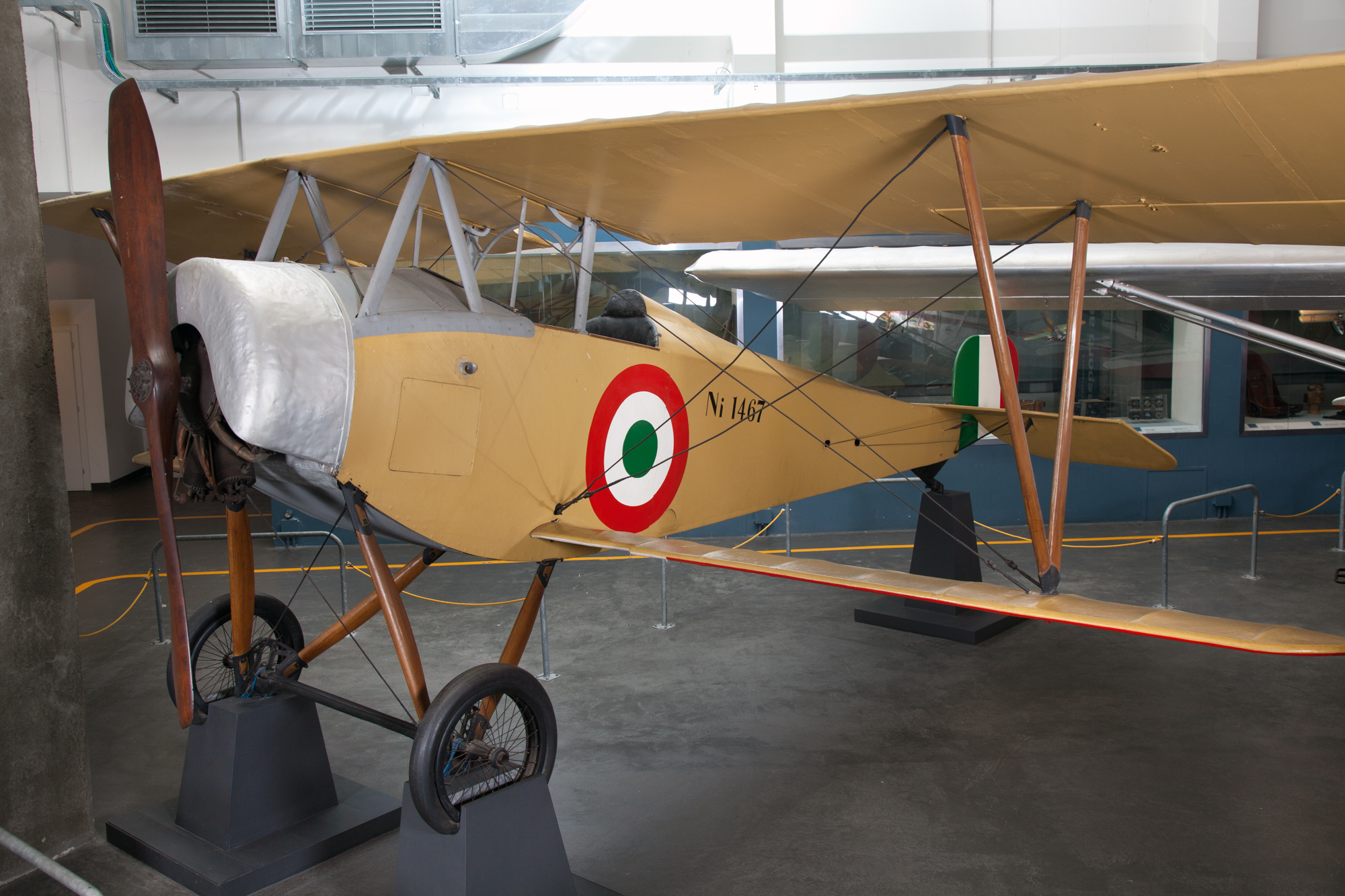
Nieuport-Macchi Ni.10 esposto al Museo nazionale della scienza e della tecnologia Leonardo da Vinci di Milano.

In Italia il Ni.10 fu adottato dal Comando battaglione squadriglie aviatori alla vigilia dell'entrata in guerra. I primi 26 esemplari furono importati dalla Francia, successivamente fu avviata la costruzione su licenza presso la Nieuport-Macchi che ne costruì 240 esemplari, di cui i primi 40 prodotti nel 1916. Altri 200 furono ordinati nel 1918 alle Officine Elettro Ferroviarie che ne completarono circa 150 di cui 93 durante la guerra.
I primi Ni.10 italiani furono utilizzati per la difesa di Udine, dando vita dalla fine di luglio 1915 alla nuova 8ª Squadriglia da ricognizione e combattimento diventata il 1º dicembre 1ª Squadriglia caccia poi 70ª Squadriglia caccia nella quale prestò servizio anche Francesco Baracca, che fu tra i primi aviatori inviati in Francia ad impratichirsi con il nuovo aereo.
Anche la 77ª Squadriglia aeroplani dal 31 maggio 1916 fino al mese di luglio utilizza gli Ni.10 e la 78ª Squadriglia aeroplani da caccia ne ha in linea uno dal 3 settembre 1916.
Per quanto il Ni.10 fosse nato come aereo da ricognizione, fu il primo velivolo impiegato come caccia dal Corpo Aeronautico Militare, in mancanza di velivoli specificamente destinati al ruolo e nella necessità di provvedere alla difesa delle città minacciate dai bombardieri nemici.
Nel corso del 1916 il Ni.10 venne impiegato anche per scortare le missioni di bombardamento compiute dai reparti italiani contro le località di Fiume, Dornberg, Opicina, Gorizia e Trieste, all'epoca tutte appartenenti al territorio dell'Impero austro-ungarico.
Con la comparsa della versione più piccola e leggera specifica per la caccia, poi divenuta nota come Ni.1 1, i biposto Ni.10 furono destinati all'addestramento, ruolo nel quale ebbero un lungo e proficuo servizio anche negli anni del dopoguerra.

## Esemplari attualmente esistenti
Ci sono quattro esemplari giunti fino ai giorni nostri, di cui due sono presenti Italia. Un modello è custodito nel Museo nazionale della scienza e della tecnologia Leonardo da Vinci di Milano, mentre l'altro è custodito a Rovereto nel Museo Storico Italiano della Guerra.

## Utilizzatori
Italia
- Corpo Aeronautico Militare